# Taphinellina
Taphinellina es un género de escarabajos de la familia Chrysomelidae. El género fue descrito científicamente primero por Maulik en 1936.

## Especies
Esta es una lista de especies pertenecientes a este género:
- Taphinellina aeneofuscus (Weise, 1889)
- Taphinellina akkoae (Chujo, 1954)
- Taphinellina amamiensis (Nakane & Kimoto, 1961)
- Taphinellina bengalensis Jacoby, 1900
- Taphinellina chinensis (Gressitt & Kimoto, 1963)
- Taphinellina chujoi (Nakane, 1958)
- Taphinellina concolor (Ogloblin, 1936)
- Taphinellina coomani (Gressitt & Kimoto, 1963)
- Taphinellina cyanea (Jacoby, 1885)
- Taphinellina diadematus (Ogloblin, 1936)
- Taphinellina flaviventris (Motschulsky, 1860)
- Taphinellina grahami (Wilcox, 1889)
- Taphinellina hainanicus (Gressitt & Kimoto, 1963)
- Taphinellina hummeli (Laboissiere, 1935)
- Taphinellina ictericus (Weise, 1889)
- Taphinellina iniquus (Weise, 1889)
- Taphinellina kelloggi (Gressitt & Kimoto, 1963)
- Taphinellina lineatus (Weise, 1889)
- Taphinellina maatsingi (Gressitt & Kimoto, 1963)
- Taphinellina minuta (Joannis, 1866)
- Taphinellina nobyi (Chujo, 1954)
- Taphinellina parvicollis (Weise, 1889)
- Taphinellina pratti (Jacoby, 1890)
- Taphinellina punctatolineatus (Laboissiere, 1935)
- Taphinellina sasajii (Kimoto, 1969)
- Taphinellina sensarmai Takizawa, 1986
- Taphinellina sikanga (Gressitt & Kimoto, 1963)
- Taphinellina taiwanum (Kimoto, 1969)